# CCleaner
CCleaner是英國軟體公司Piriform開發的一款免費軟體，可從Windows及其他軟件（如Firefox、Opera、Internet Explorer、QuickTime、Windows Media Player等）中清理不必要的垃圾檔案。該軟件亦可找出及修正Windows注册表中的問題包括不再使用的副檔名及程式路徑的問題等。另外它亦可幫助使用者移除軟件、管理系統還原點及修改系統啟動時開啟的程式。

## 概要
它具有刪除各種軟件，臨時文件和不必要的註冊表的歷史記錄的功能。 它將檢查系統上是否安裝了兼容軟件，並且僅顯示已安裝軟件的刪除選項。 相應的軟件與多種語言的流行軟件兼容。
它是用於刪除不必要的文件和註冊表的最受歡迎的軟件之一，並且根據官方網站的消息，它已被下載超過25億次。 它還支持多種語言，並支持在包括中文在內的30多種語言環境中使用。

## 历史
CCleaner於2004年首次在Microsoft Windows上被推出。直到2012年，它仍然是僅限Windows的應用程序。2011年6月2日，Piriform宣布了針對Mac的CCleaner的公開Beta測試程序。 Mac版本於2012年1月30日畢業於測試階段。
商業網絡版還被引入。 Piriform於2014年發布了適用於Android的CCleaner。
2017年7月，安全软件厂商avast收购Piriform。

## 至關重要的評價
CNET編輯將該應用程序評為5/5星，稱其為“必備工具”。 2009年4月，它被CNET授予“編輯選擇獎”。 2016年，Piriform宣佈在全球範圍內CCleaner被下載了20億次 。2014年1月，它成為FileHippo上最受歡迎的軟件，时间超过一年多，并且它在Softpedia上獲得五星級編輯評級。 Softmany選擇作為特色應用程序並給予5星好評，這是一個出色的實用程序，可從不必要的數據中釋放硬盤空間 .。 Chip.de， TechRadar， PC Magazine，和TechRepublic都已對CCleaner進行了評價。

### 數據收集
CCleaner 5.45的Active System Monitoring組件發布後，包含了一個數據收集模塊，該模塊無需計算機所有者的同意即可從計算機收集信息。 Piriform聲稱它沒有收集個人身份信息。 經過批評後，儘管默認情況下仍啟用數據收集，但以後的版本允許用戶分別控制數據收集。

### 捆綁軟件
據報導，在2018年12月，安裝CCleaner的用戶也將在未經其許可的情況下安裝Avast防病毒軟件，TechSpot聲稱這可以說使CCleaner並不比它應該防禦的惡意軟件更好。 Piriform否認了這一點。

## 惡意軟件感染
在Piriform被Avast收購後，2017年9月12日，Piriform的母公司Avast發現同年8月釋出的CCleaner版本v5.33.6162和CCleaner Cloud 版本v1.07.3191被植入特洛伊木马可以被安裝軟體後門，约227万用户计算机已遭感染，駭客可能以此遠端控制32位系统的计算机。40台被感染的計算機收到了第二階段有效負載，這些負載似乎針對的是科技公司三星，索尼，華碩，英特爾，VMWare，O2，新加坡電信，高素曼，Dyn，中華電信和富士通。該公司已緊急更新版本並呼籲使用者盡速更新。9月13日，Piriform發布了沒有惡意代碼的CCleaner 5.34和CCleaner Cloud 1.07.3191。
2019年10月21日，Avast披露了第二個安全漏洞，在此期間，黑客再次嘗試將惡意軟件插入CCleaner版本中。 該嘗試未成功。

## 參看
- Recuva──Piriform開發的檔案修復軟體（網站（页面存档备份，存于））
- Defraggler──Piriform開發的磁碟重組軟體（網站（页面存档备份，存于））
- Speccy──Piriform開發的系統硬件資訊偵測軟體（網站（页面存档备份，存于））
- Eraser

## 外部連結
- 官方网站